# James Gould Cozzens
James Gould Cozzens, född 19 augusti 1903 i Chicago i Illinois, död 9 augusti 1978 i Stuart i Florida, var en amerikansk författare.

## Biografi
Cozzens växte upp på Staten Island. Hans far, Henry William Cozzens Jr., som dog då Cozzens var 17 år, var en förmögen affärsman och barnbarn till en guvernör från Rhode Island. Cozzens kanadensiska mor, Mary Bertha Wood, kom från Connecticut men härstammade från en familj som levt i exil i Nova Scotia efter den amerikanska revolutionen. Han växte upp i en privilegierad miljö som formade bakgrunden till de flesta av hans verk.
Cozzens studerade vid den episkopala Kent School i Connecticut från 1916 till 1922 och efter examen vid Harvard University i två år, där han utgav sin första roman, Confusion, 1924. Några månader senare hoppade han av studierna och flyttade till New Brunswick, där han skrev sin andra roman, Michael Scarlett. Ingen av böckerna sålde bra och Cozzens reste till Kuba för att undervisa barn till amerikanska medborgare. Här började han skriva noveller och samla material till romanerna Cock Pit (1928) och The Son of Perdition (1929). Efter ett år följde han med sin mor till Europa, där han arbetade som privatlärare till en ung pojke drabbad av polio.
Han mötte Sylvia Bernice Baumgarten, en litteraturagent som han gifte sig med i december 1927 och som framgångsrikt gav ut och marknadsförde hans böcker. Deras äktenskap varade tills de båda dog 1978. Med undantag för militärtjänstgöringen under andra världskriget, familjen levde ett tillbakadraget liv i närheten av Lambertville, New Jersey. Andra tidiga romaner är till exempel, S.S. San Pedro (1931), The Last Adam (1933), och Castaway (1934). 
Cozzens belönades med O. Henry Award för sina noveller "A Farewell to Cuba" (1931) och "Total Stranger", publicerad i The Saturday Evening Post 15 februari 1936, därefter skrev han ytterligare två uppmärksammade romaner, Ask Me Tomorrow (1941) och The Just and the Unjust (1942).  
Under andra världskriget tjänstgjorde Cozzens i U.S. Army Air Forces, till att börja med uppdaterade han manualer, senare i USAAF:s kontor för Information Services, en förbindelse mellan militären och den civila pressen. Dessa erfarenheter gav basen till hans roman Guard of Honor, 1948 vilken vann 1949 års Pulitzerpris. 
Hans roman By Love Possessed, 1957 blev överraskande en framgång med 34 veckor på The New York Times bästsäljarlista och nådde förstaplatsen 22 september 1957, tre veckor efter att den börjat säljas. Romanen låg också till grund för en filmatisering 1961 med Lana Turner i en av rollerna.  
Hans sista roman, Morning, Noon and Night, gavs ut 1968 men sålde dåligt.